# 1142年
| 千纪： | 2千纪 |
| 世纪： | 11世纪 \| 12世纪 \| 13世纪                                                                                                 |
| 年代： | 1110年代 \| 1120年代 \| 1130年代 \| 1140年代 \| 1150年代 \| 1160年代 \| 1170年代                                           |
| 年份： | 1137年 \| 1138年 \| 1139年 \| 1140年 \| 1141年 \| 1142年 \| 1143年 \| 1144年 \| 1145年 \| 1146年 \| 1147年                 |
| 纪年： | 壬戌年（狗年）；西夏大庆四年；金皇統二年；西辽康國九年；南宋紹興十二年；大理廣運五年；越南大定三年；日本永治二年，康治元年 |

## 大事记
- 花剌子模成為西遼的附庸，每年進貢三萬金第納爾。
- 10月6日：秦檜任南宋太師、魏公。

## 出生
诃额仑（1142年—1221年，79岁），斡勒忽讷氏，成吉思汗（元太祖铁木真）的生母。又作月伦太后。

## 逝世
- 1月27日——岳飛在杭州大理寺風波亭被賜死。（出生於1103年，39岁）
- 1月27日——張憲，南宋抗金名將，為岳飛之部屬。